# Tetraopini
I Tetraopini Thomson, 1860, sono una tribù di coleotteri cerambicidi Lamiinae distribuita in tutto il mondo, soprattutto nelle regioni tropicali, con più di duecentocinquanta specie.

## Morfologia
I Tetraopini sono ben caratterizzati all'interno dei Lamiinae dal fatto di avere episterni metatoracici larghi e convessi (caratteristica comune solo alla tribù Saperdini) e  gli occhi sono largamente separati in un lobo superiore ed uno inferiore, come accade nei Girinidi.

## Sistematica

### Liste dei generi presenti in Italia

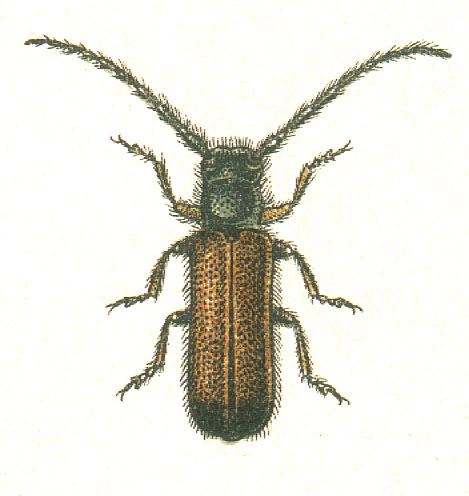
Tetrops praeustus (Linnaeus, 1758)
da E. Reitter, 1913 - Die Käfer des Deutschen Reiches, Band 4

I Tetraopini italiani non comprendono che un solo genere con tre specie solamente:
- genere Tetrops Kirby, 1826
  - Tetrops praeustus Linnaeus, 1758
  - Tetrops gilvipes Faldermann, 1837
  - Tetrops starkii Chevrolat, 1859

### Altri generi
- Anastathes Gahan, 1901
- Astathes Newman, 1842
- Bacchisa Pascoe, 1866
- Chreomisis Breuning, 1956
- Cleonaria Thomson, 1864
- Eustathes Newman, 1842
- Hecphora Thomson, 1867
- Hispasthathes Breuning, 1956
- Mecasoma Chemsak & Linsley, 1974
- Momisis Pascoe, 1867
- Mystacophorus Duvivier, 1891
- Ochrocesis Pascoe, 1867
- Parastathes Breuning, 1956
- Paratragon Téocchiv, 2002
- Phaea Newman, 1840
- Plaxomicrus Thomson, 1857
- Scapastathes Breuning, 1956
- Tetraopes Dalman in Schönherr, 1817
- Tropimetopa Thomson, 1864